# 細川英男
細川 英男（ほそかわ ひでお）は日本のキックボクサー。岩手県出身。元花澤ジム。マーシャルアーツ日本キックボクシング連盟第7代日本ウェルター級王者。国際武道大学出身。現在はHOSOKAWAジム代表。

## 経歴
小学3年生から親の勧めで剣道を始める。小中学校では県大会で活躍、数多くの上位入賞をし、岩手県立盛岡南高校に第1期生として推薦入学をする。高校2年生3年生と岩手県代表としてインターハイ・国体に連続出場し、その実力から「岩手の虎」の異名で呼ばれたという。その後、剣道推薦で千葉県勝浦市にある国際武道大学武道学科に入学したが、大学で剣道を辞め空手に変更した。大学では新国際空手道連盟 芦原会館に入門し2段まで昇段した。卒業後にキックボクシングに活動の場を移し、花澤ジム（千葉県袖ケ浦市）からデビュー。1995年（平成7年）1月29日、渡辺雄大（目黒ジム）との王座決定戦において4ラウンドTKOで勝利し、マーシャルアーツ日本キックボクシング連盟第7代日本ウェルター級チャンピオンとなったが、同年5月6日の防衛戦で寺田ひろみ（市原ジム）に敗れた。
引退後は、岩手県に帰り2004年8月に『英志館・HOSOKAWAジム』を設立。2005年12月にNMF東北格闘技連合会を結成、理事長を務める。2009年にはマーシャルアーツ日本キックボクシング連盟の東北本部長に就任。2011年には岩手県初となるマーシャルアーツ日本キックボクシング連盟 第18代日本フェザー級チャンピオン十二林稔を輩出。翌年2012年1月にはマーシャルアーツ日本キックボクシング連盟 第16代日本フライ級チャンピオン勇児を輩出し岩手県から2人のチャンピオンを育てた。
2013年4月、新団体ジャパン・キックボクシング・イノベーション拠点を移し、INNOVATION興行本部長に就任。2014年3月、2代目理事長に就任。